# Жаба-ага
Жа́ба-а́га, или ага (лат. Rhinella marina) — бесхвостое земноводное из семейства жаб, родом из Южной и Центральной Америки. Является крупной наземной жабой, которая была завезена на различные острова Океании и Карибского бассейна, а также в Северную Австралию. Учёные относят агу к роду Rhinella. Ранее жаба-ага включалась в род Жабы.
Тростниковая жаба — древний вид. Ископаемая жаба (образец UCMP 41159) из фауны Ла-Вента позднего миоцена в Колумбии неотличима от современных тростниковых жаб из северной части Южной Америки. Ага довольно плодовита: самки откладывают нити икры с тысячами яиц. Питаются жабы насекомыми, ящерицами, скорпионами, небольшими птицами. Взрослые особи в среднем достигают 10—15 см в длину, а наиболее крупные весят более килограмма и могут достигать 25—27 см в длину. Масса тела самой тяжёлой зарегистрированной особи достигала 2,65 кг при длине 38 см (от кончика носа до клоаки).
У тростниковой жабы есть ядовитые железы, а головастики при попадании в организм очень токсичны для большинства животных. Ага ядовита на всех жизненных стадиях — от икры до взрослой особи; при превращении личинки в лягушку молодняк временно теряет свой яд, что делает их уязвимыми для хищников. Её ядовитая кожа может убить многих животных, как диких, так и домашних, особенно жабы опасны для собак. Благодаря неприхотливости в питании тростниковая жаба была завезена во многие регионы Тихого океана и на Карибские острова в качестве метода борьбы с сельскохозяйственными вредителями. Во многих странах и регионах ага считается вредителем и инвазионным видом. В настоящее время их общая численность оценивается не менее чем в 200 миллионов особей. По словам учёных[каких?], граница распространения жабы-аги расширяется примерно на 40—60 километров в год.

## Эволюция и происхождение
Филогенез вида исследуется с 2010 года. Само семейство жаб появилось ещё до распада суперконтинента Гондвана, между 78 и 99 миллионами лет назад. Первые генетические расхождения внутри рассматриваемой группы видов рода Rhinella произошли около 10,47 млн лет назад, в позднем миоцене. Примерно 5 миллионов лет назад жабы-аги расселились по всей Америке, однако их генотипы и внешний вид несколько отличаются: жабы США не вырастают более 18—20 см в длину и имеют более тёмную и шелковистую кожу, чем у южноамериканских обитателей. В Северную Америку аги пришли примерно 3 млн лет назад после образования Панамского перешейка.
В 2015 году группа исследователей и палеонтологов обнаружила скелет жабы-аги в Южной Америке, датируемый миоценом — возрастом примерно 20—15 миллионов лет назад. Более детальное рассмотрение показало, что эта древняя особь не отличается от современных южно- и североамериканских тростниковых жаб.

## Таксономия
Исторически сложилось так, что тростниковые жабы использовались для уничтожения вредителей сахарного тростника, отсюда и их общее название. У аги есть много других распространённых названий, в том числе «гигантская жаба» и «морская жаба»; первое относится к её размеру, а второе к биномиальному названию R. marina. Это был один из многих видов, описанных Карлом Линнеем в его работе XVIII века Systema Naturae (1758 г.). Линней основал конкретный эпитет «марина» на иллюстрации голландского зоолога Альбертуса Себа, который ошибочно полагал, что тростниковая жаба обитает как в наземной, так и в морской среде. Другие распространённые названия включают «гигантскую неотропическую жабу», «доминиканскую жабу», «гигантскую морскую жабу», и «южноамериканскую тростниковую жабу».
Род Rhinella теперь считается самостоятельным родом, что меняет научное название тростниковой жабы. В этом случае конкретное имя marinus (мужской род) изменяется на marina (женский род), чтобы соответствовать правилам гендерного соглашения, изложенным в Международном кодексе зоологической номенклатуры, изменяя биномиальное имя с Bufo marinus на Rhinella marina; двучлен Rhinella marinus впоследствии был введён как синоним из-за неправильного написания Прамуком, Робертсоном, Сайтсом и Нунаном (2008). Несмотря на противоречивость (многие традиционные герпетологи до сих пор используют Bufo marinus), биномиальное название вида Rhinella marinus получает признание таких организаций, как МСОП, Энциклопедия жизни, Амфибийные виды мира, а также растущее число научных публикаций, принимающие его использование.
С 2016 года популяции тростниковых жаб, обитающие в Мезоамерике и на северо-западе Южной Америки, иногда считаются отдельным видом, Rhinella horribilis.

## Распространение и численность
Естественный ареал жабы-аги — от реки Рио-Гранде в Техасе до центральной Амазонии и северо-восточного Перу. Помимо этого, агу для борьбы с насекомыми-вредителями специально завезли на восточное побережье Австралии (главным образом, восточный Квинсленд и побережье Нового Южного Уэльса), в южную Флориду, на Папуа-Новую Гвинею, Филиппины, японские острова Огасавара и Рюкю и на многие Карибские и тихоокеанские острова, включая Гавайи (в 1935 году) и Фиджи. Ага может жить в диапазоне температур 5—40 °C.
После индотрукций в Австралию, Карибский бассейн, Фиджи, Филиппины, США и Папуа-Новую Гвинею жабы стали очень распространённым видом. Ныне их общая численность оценивается не менее чем в 200 миллионов особей. По словам учёных, жаба-ага продолжает захватывать всё новые территории: граница её распространения в Австралии двигается примерно на 40—60 километров в год.

## Описание

### Размеры

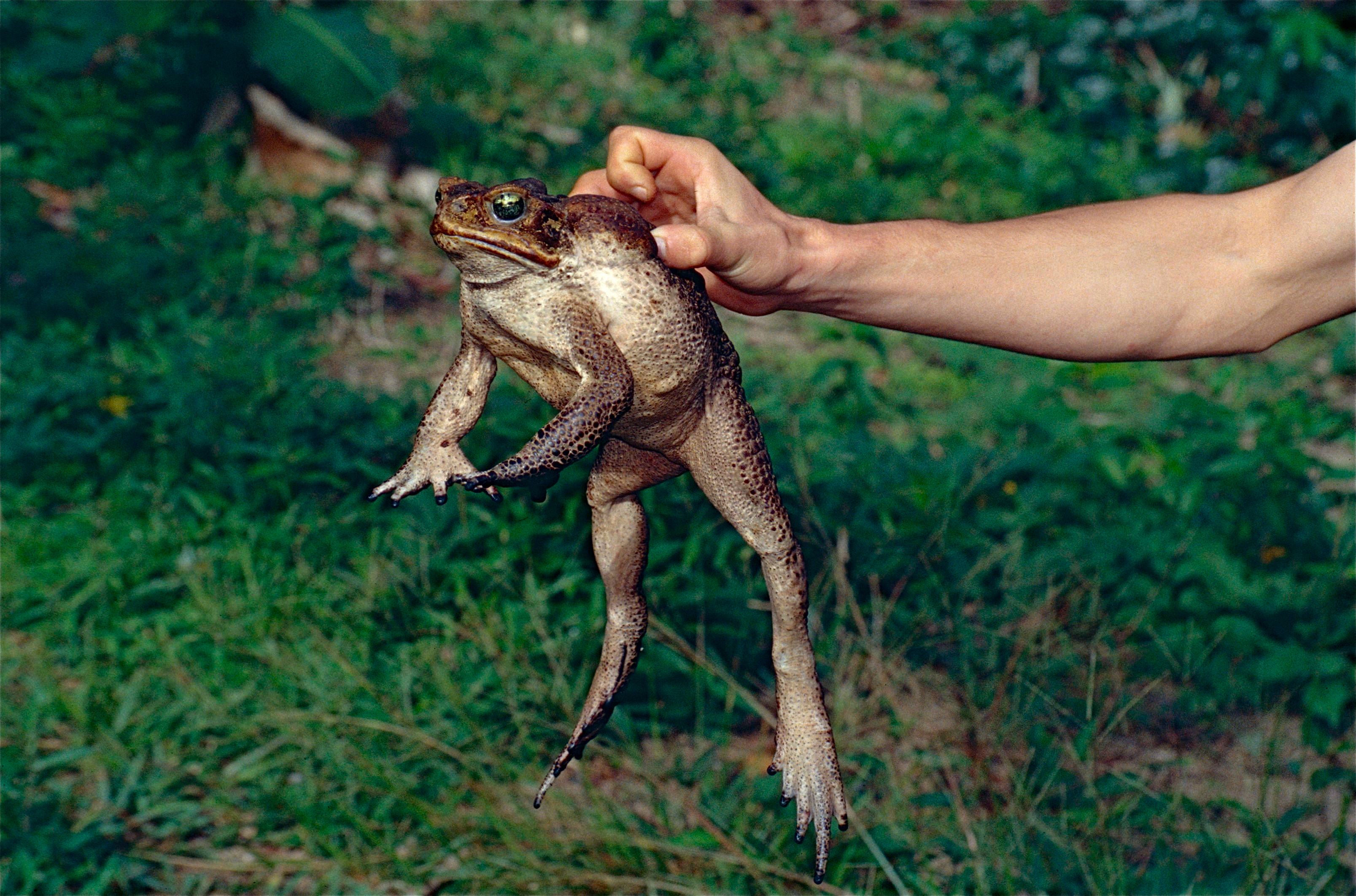
Пойманная жаба

Ага — вторая из самых крупных жаб (самая большая — жаба Бломберга): длина её тела достигает 24 см (обычно 15—17 см), масса — более килограмма. Самцы немного мельче самок. Жаба из Швеции по кличке «Принц» была занесена в Книгу Рекордов Гиннеса как крупнейшее зарегистрированное бесхвостое земноводное: масса тела этой самой тяжёлой особи достигала 2,65 кг при длине от кончика рта до клоаки в 38 см, с задними лапами — 54 см. Измерения этого самца, принадлежащего Хакену Форсбергу из Акерс-Стикебрука, Швеция были сделаны в 1991 году.

### Внешний вид

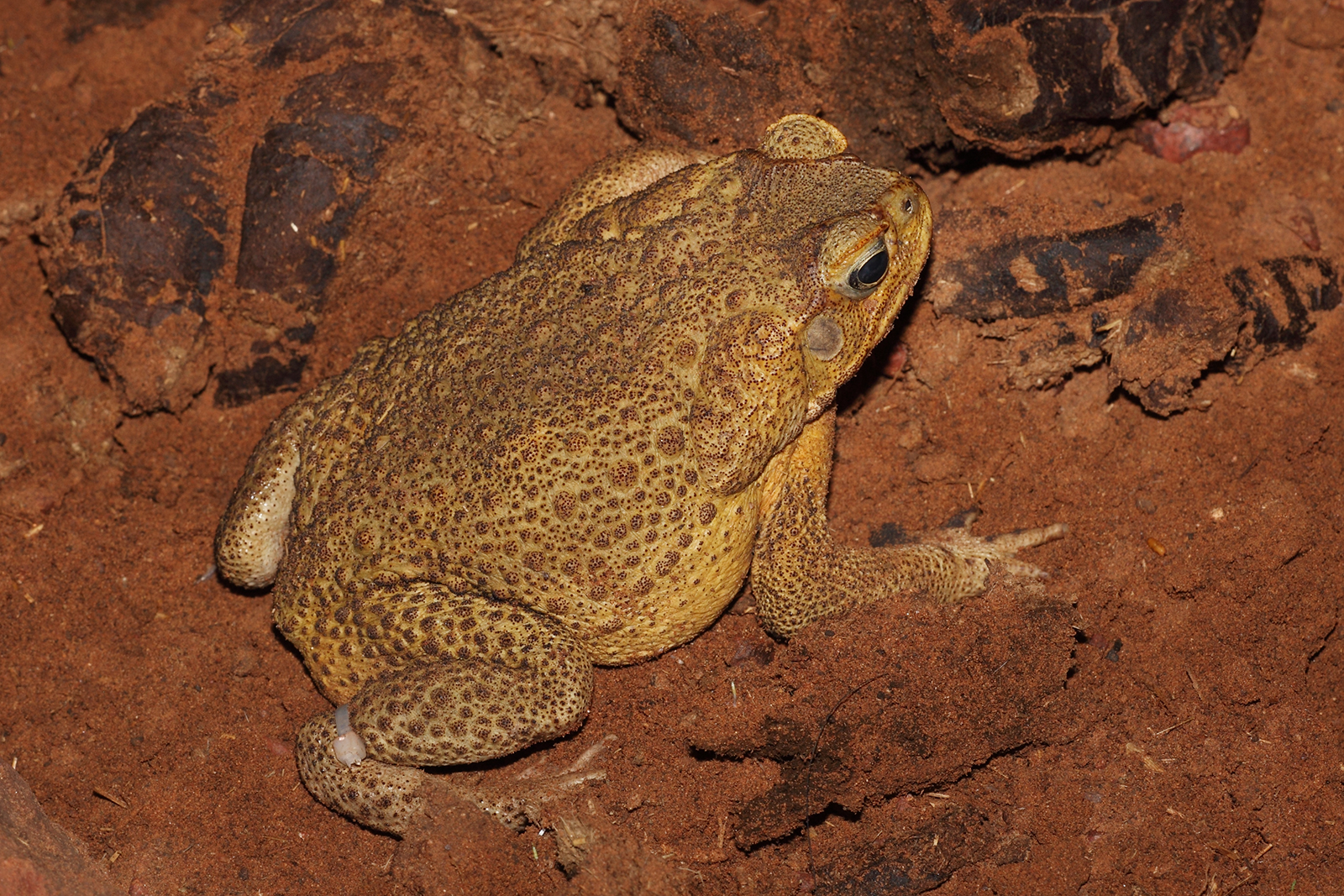
Взрослый самец

Кожа у аги сильно ороговевшая, бородавчатая. Окраска неяркая: сверху тёмно-бурая или серая с большими тёмными пятнами; брюхо желтоватое, с частыми бурыми пятнышками. Характерны большие околоушные железы по бокам головы, которые вырабатывают ядовитый секрет, и костные надглазничные гребни. Кожистые перепонки имеются только на задних лапах. Подобно другим ночным видам, у жабы-аги горизонтальные зрачки. В дикой природе продолжительность жизни колеблется от 10 до 15 лет, в неволе может быть гораздо дольше; одна из особей прожила 35 лет.

### Поведение

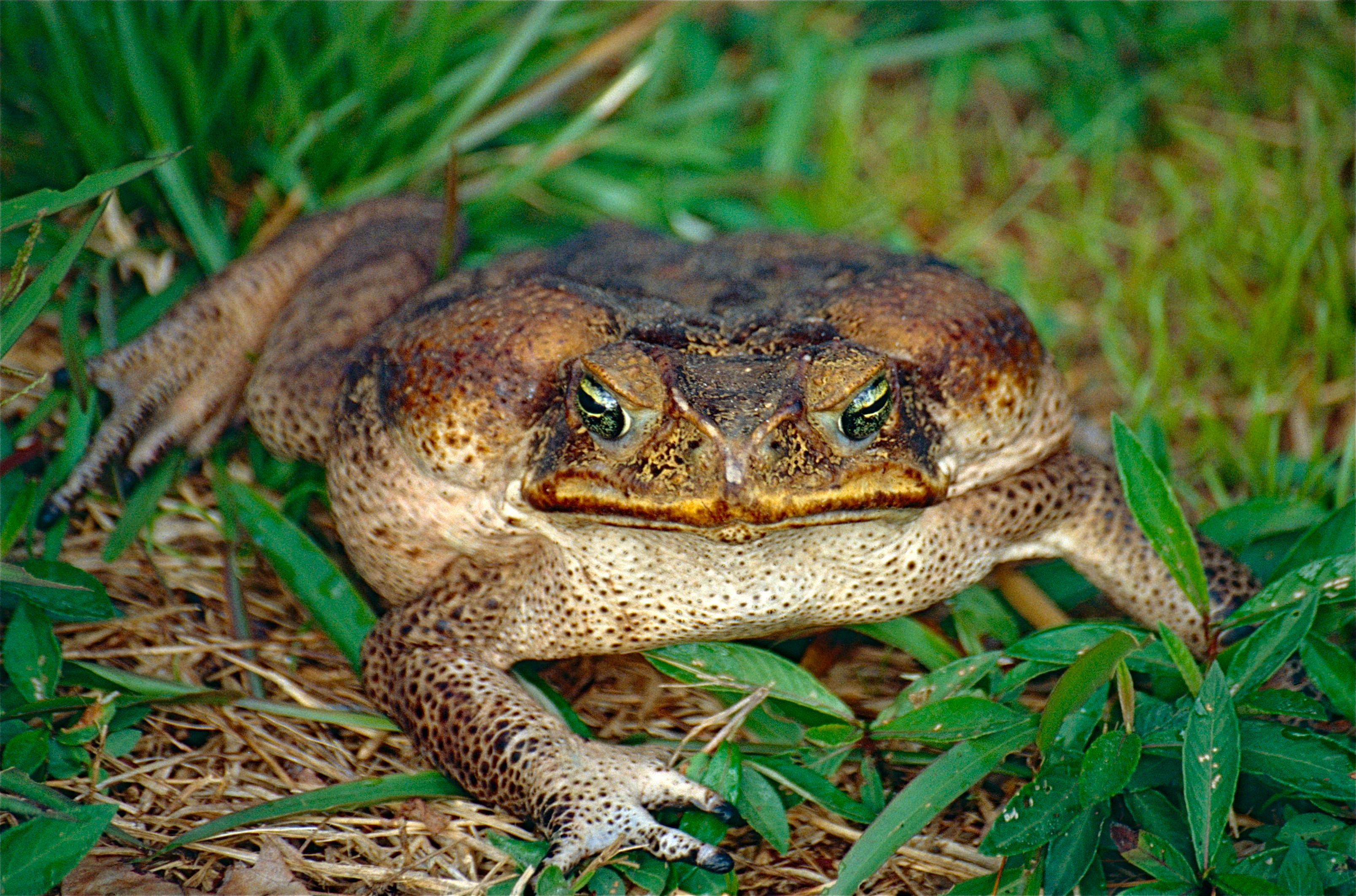
Жаба надулась в оборонительной позе

Жабы-аги встречаются от песчаных приморских дюн до опушек тропических лесов и мангровых зарослей. В отличие от других земноводных они постоянно встречаются в солоноватых водах устьев рек по побережью и на островах. За это ага и получила своё старое научное название — Bufo marinus, «морская жаба». Сухая, ороговевшая кожа аги плохо пригодна для газообмена, и, как следствие, её лёгкие — одни из самых развитых среди амфибий. Ага может пережить потерю запасов воды в теле до 50 %. Как и все жабы, день она предпочитает проводить в убежищах, выходя на охоту в сумерках. Однако австралийский биолог Саймон Клулоу (Simon Clulow) из Университета Маккуори обнаружил, что жаба-ага способна сдвигать свои суточные биоритмы и превращаться в зависимости от условий в ночное или дневное животное. Образ жизни в основном одиночный. Передвигается ага короткими быстрыми прыжками или шагами. Занимая оборонительную позицию, раздуваются, если есть угроза.
На взрослых аг охотятся крокодилы, пресноводные лангусты, водяные крысы, вороны, цапли и прочие животные, которые невосприимчивы к их яду. Головастиков поедают нимфы стрекоз, водные жуки, некоторые черепахи и змеи. Многие хищники съедают только язык жабы, либо выедают живот, который содержит менее ядовитые внутренние органы.

## Экология и биология
Общее название «морская жаба» и научное название Rhinella marina предполагает связь с морской жизнью, но тростниковые жабы-аги не живут в море. Однако лабораторные эксперименты показывают, что головастики могут переносить концентрацию соли, эквивалентную 15 % морской воды (~ 5,4 %), а недавние полевые наблюдения обнаружили живых головастиков и жаб при солёности 27,5 % на острове Койба, Панама. Тростниковая жаба населяет открытые пастбища и леса и проявляет «явное предпочтение» к участкам, изменённым человеком, таким как сады и дренажные канавы. В естественной среде обитания жаб можно найти в субтропических лесах, хотя густая листва ограничивает их расселение.

### Размножение и жизненный цикл
Тростниковая жаба начинает жизнь как икра, которое откладывается в виде части длинных нитей «желе» в воде. Самка откладывает 8 000-25 000 яиц за раз, а длина нитей может достигать 20 м. Чёрные яйца покрыты мембраной, а их диаметр составляет около 1,7—2,0 мм. Скорость, с которой икринка превращается в головастика, увеличивается с температурой. Личинки обычно вылупляются в течение 48 часов, но этот период может варьироваться от 14 часов до почти недели. В этом процессе обычно участвуют тысячи головастиков — маленьких, чёрных и с короткими хвостами, — которые объединяются в группы. Им требуется от 12 до 60 дней, чтобы превратиться в молодь, обычно четыре недели. Как и их взрослые собратья, яйца и головастики токсичны для многих животных.

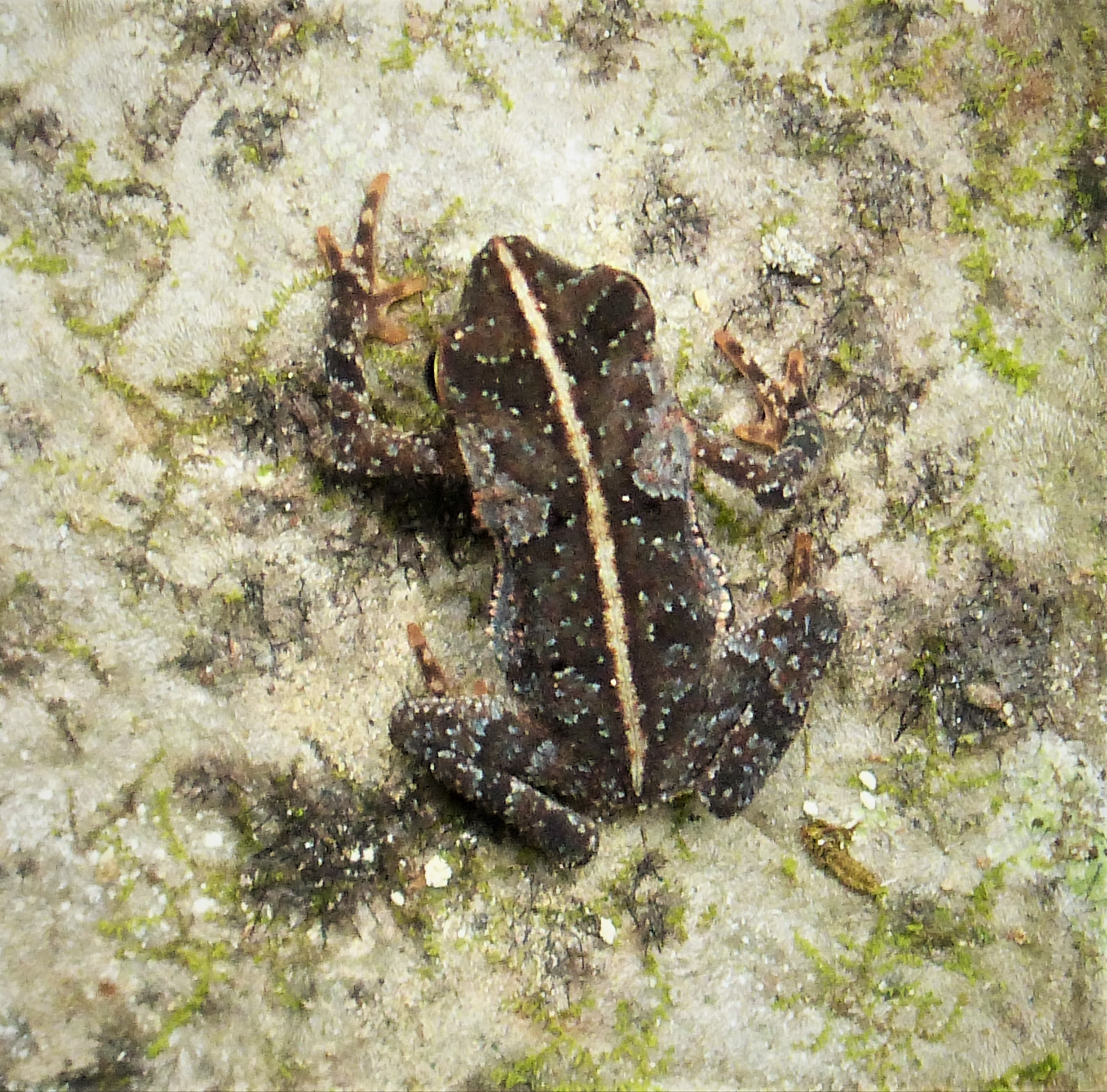
Молодняк

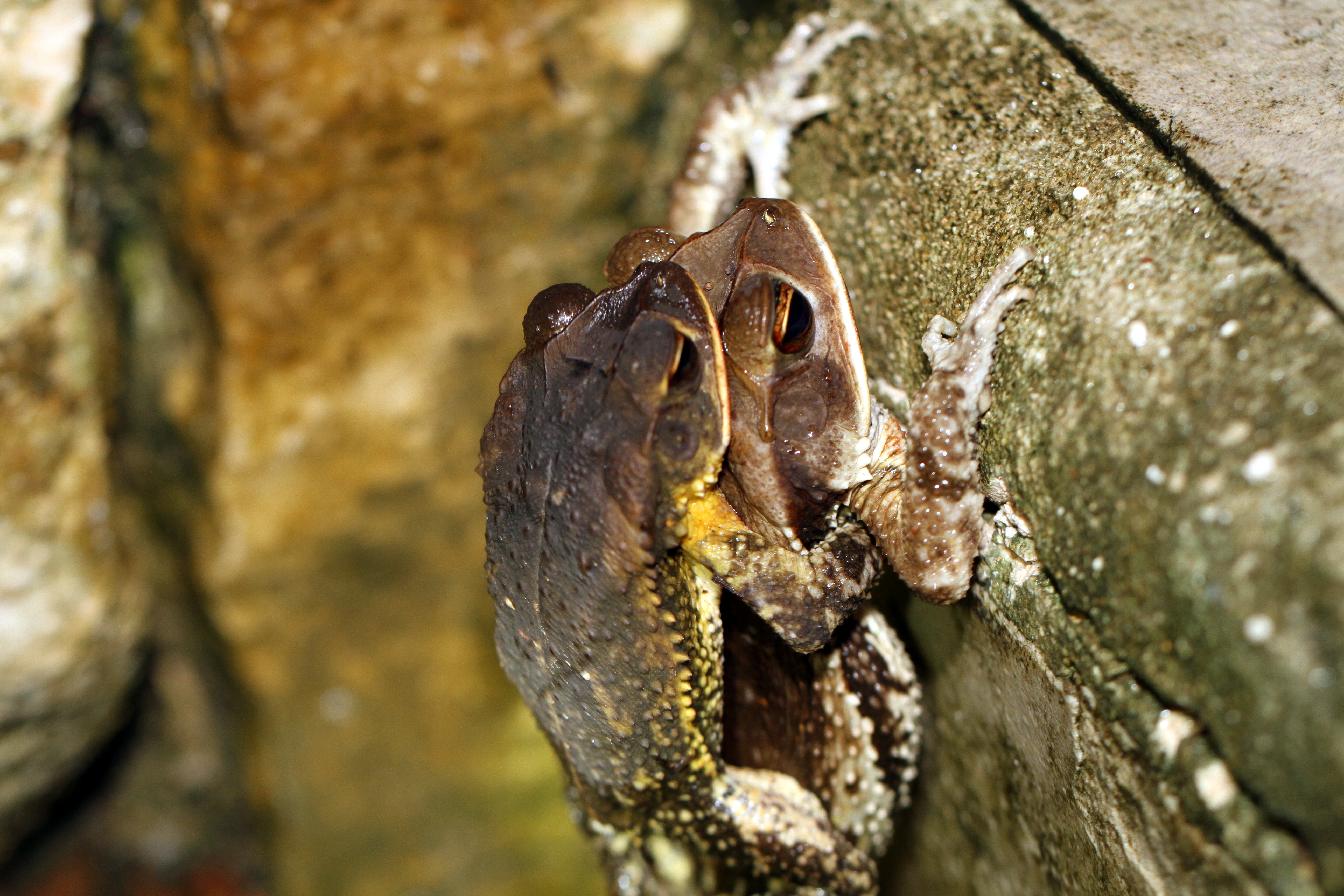
Самец и самка в амплексусе

Когда головастики появляются, выклёвываясь из икры, жабы обычно имеют длину около 10-11 мм и быстро растут. Хотя скорость роста варьируется в зависимости от региона, времени года и пола, наблюдается средняя 0,647 мм в день, за которой следует средняя скорость 0,373 мм в день. Рост обычно замедляется, когда жабы достигают половой зрелости. Этот быстрый рост важен для их выживания; в период между метаморфозом и подростковым возрастом молодые жабы теряют токсичность, которая защищала их как яйца и головастиков, и ещё не полностью развили околоушные железы, вырабатывающие буфотоксин. По оценкам, только 0,5 % тростниковых жаб достигают зрелости, отчасти потому, что у них отсутствует эта ключевая защита. Много особей погибает и из-за каннибализма головастиков.

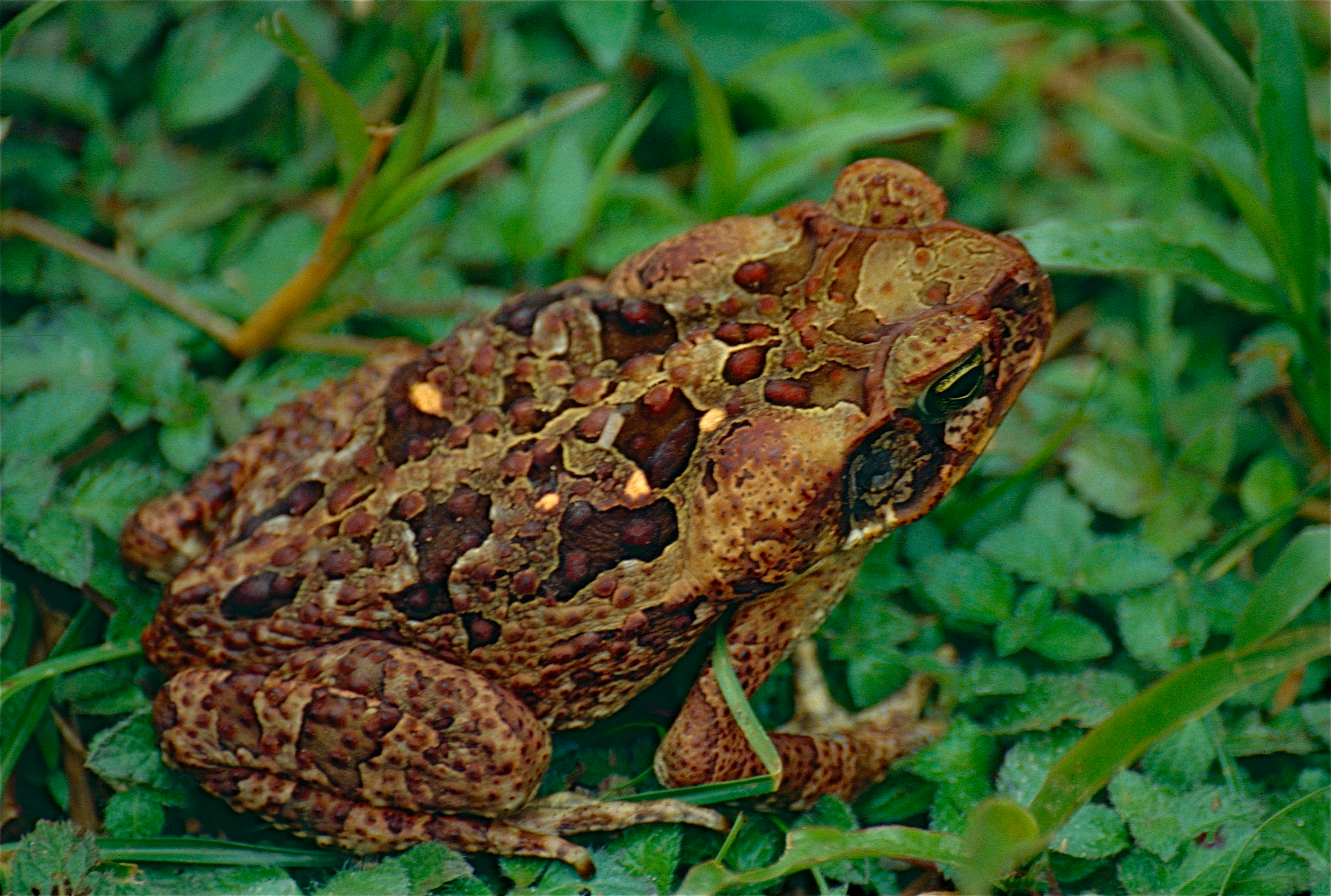
Более тёмный окрас тела молодых жаб

Как и в случае со скоростью роста, размер половозрелости жаб варьируется в разных регионах. В Новой Гвинее половой зрелости достигают самки жаб с длиной тела от 70 до 80 мм, в то время как жабы в Панаме достигают зрелости, когда их длина составляет от 90 до 100 мм. В тропических регионах, таких как их естественная среда обитания, размножение происходит в течение всего года, но в субтропических районах размножение происходит только в более тёплые периоды, которые совпадают с началом сезона дождей.

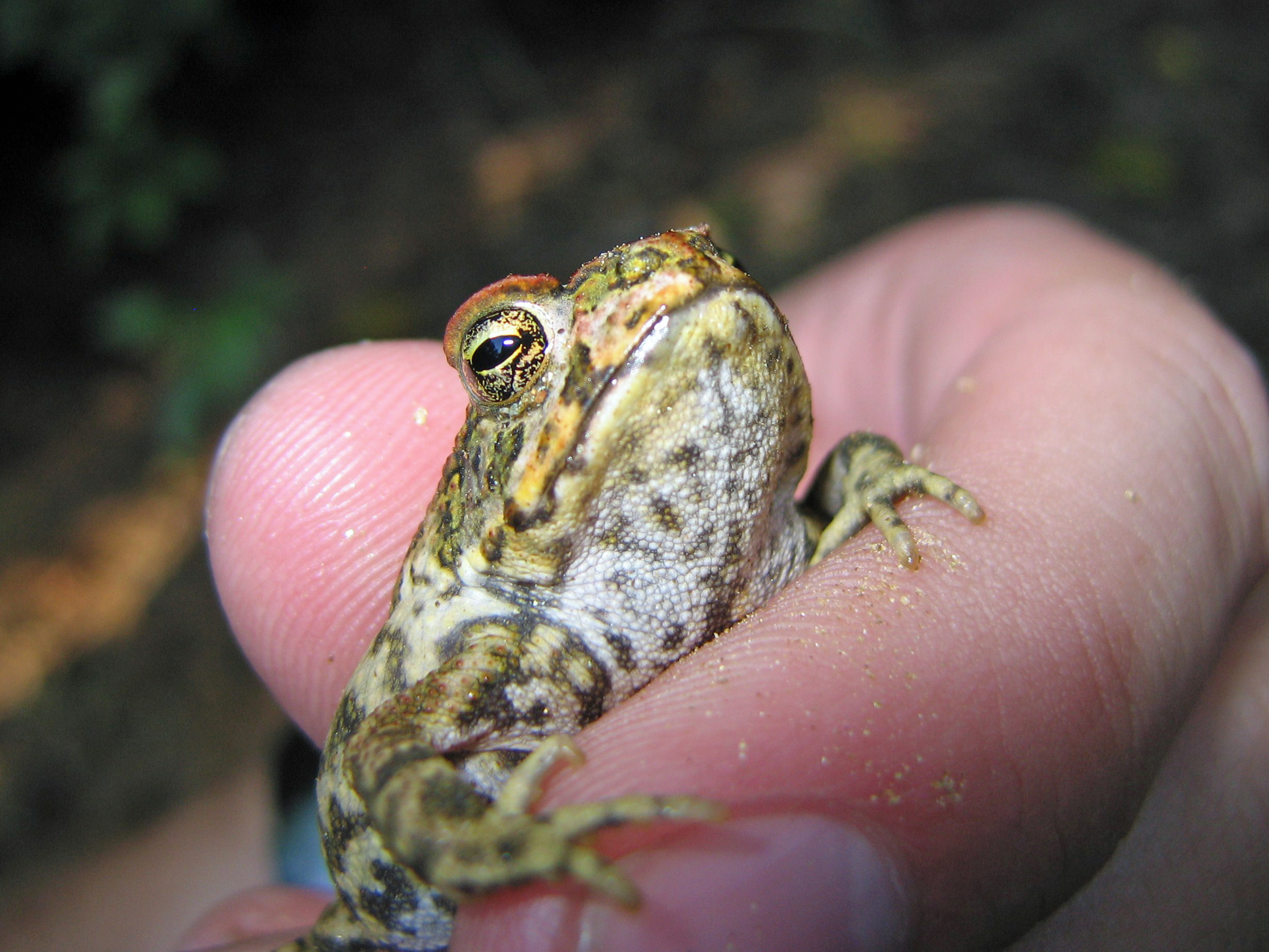
Молодая особь, пойманная человеком

По оценкам, у тростниковой жабы критический температурный максимум составляет 40—42 °C, а минимум — около 10-15 °C. Диапазоны могут меняться в связи с адаптацией к местным условиям. Тростниковые жабы из некоторых популяций могут корректировать свою термостойкость в течение нескольких часов после столкновения с низкими температурами. Жаба способна быстро акклиматизироваться к холоду, используя физиологическую пластичность, хотя есть также свидетельства того, что более северные популяции тростниковых жаб в Соединённых Штатах лучше приспособлены к холоду, чем более южные популяции. Эти приспособления позволили тростниковой жабе создать инвазивные популяции по всему миру. Способность жаб быстро приспосабливаться к температурным изменениям предполагает, что современные модели могут недооценивать потенциальный диапазон мест обитания, которые может заселить жаба. Тростниковая жаба обладает высокой устойчивостью к потере воды; некоторые могут выдержать потерю воды в организме на 52,6 %, что позволяет им выживать за пределами тропической среды в засушливых регионах.

### Питание
Ага — единственное, насколько известно, земноводное, метаморфоз которого не избавляет её полностью от вегетарианских привычек. Может поедать корма домашних животных, кошек или собак. Взрослые особи всеядны, что нехарактерно для жаб: они поедают не только членистоногих и других беспозвоночных (пчёлы, жуки, многоножки, тараканы, саранча, муравьи, улитки), но также и других земноводных, мелких ящериц, птенцов и зверьков размером с мышь. Не брезгуют падалью и отбросами. На морских побережьях поедают крабов и медуз. При отсутствии корма могут заняться каннибализмом.

### Яд
Ага ядовита на всех жизненных стадиях. Когда взрослая жаба потревожена, её железы выделяют молочно-белый секрет, содержащий буфотоксины; она способна даже «выстреливать» им в хищника на почти треть метра. Его ингредиенты ядовиты для многих животных. Имеют место довольно надёжные сообщения о гибели людей после проглатывания тростниковой жабы. Опасна и икра жабы, так как в Бразилии, когда недоступна осетровая, подают к столу лягушачью. И были случаи отравления, когда суп варили из икры жабы-аги.

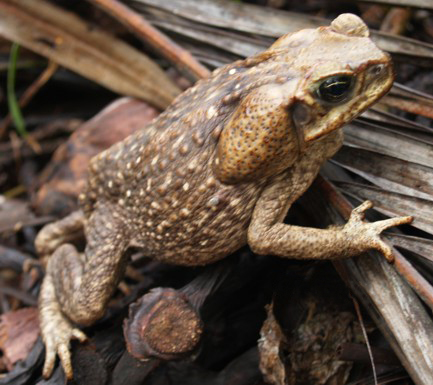
Взрослая особь. Видны большие околоушные железы на голове за глазами

Буфотенин, одно из химических веществ, выпускаемых агой, классифицируется австралийским законодательством как наркотик класса 1, наряду с героином и каннабисом. Считается, что эффекты при отравлении буфотенином напоминают симптомы лёгкой интоксикации: возникает возбуждение с галлюцинациями, длящееся менее часа. Ага, однако, выделяет буфотенин в небольших количествах, тогда как другие токсины — в относительно больших количествах. Облизывание жаб может привести к серьёзным заболеваниям и даже смерти. Помимо защиты токсинами, ага может раздувать лёгкие, поднимая тело над землёй, оно кажется потенциальному хищнику крупнее.
Токсичные колбасы, содержащие мясо жаб, были испытаны в Кимберли (Западная Австралия) для защиты местной дичи от смертельной опасности заражения жабами. Департамент окружающей среды и охраны природы Западной Австралии в сотрудничестве с Сиднейским университетом создал особые приманки, чтобы научить местных животных не есть жаб. Сочетание фрагментов жаб с рвотным агентом в одной приманке приучает других животных избегать этих амфибий. Исследователь Дэвид Пирсон пришёл к выводу, что исследование, проведённое в лаборатории и в отдалённых местах недалеко от Кимберли в Западной Австралии, не решит проблему полностью.
Яд аги — сильнодействующий; воздействуют преимущественно на сердце и нервную систему, вызывая обильное слюноотделение, конвульсии, рвоту, аритмию, повышение кровяного давления, иногда временный паралич и смерть от остановки сердца. Для отравления достаточно простого контакта с ядовитыми железами. Яд, проникший через слизистую оболочку глаз, носа и рта, вызывает сильную боль, воспаление и временную слепоту. Выделения кожных желёз аги традиционно употребляются населением Южной Америки для смачивания наконечников стрел. Индейцы чоко из западной Колумбии доили ядовитых жаб, помещая их в бамбуковые трубки, подвешенные над костром, затем собирали выделенный жёлтый яд в керамическую посуду. Австралийский ворон научился переворачивать жаб и, ударив клювом, поедать, отшвыривая в сторону части с ядовитыми железами.

### Хищники
Многие виды охотятся на тростниковую жабу и её головастиков в её естественной среде обитания, в том числе широкорылый кайман (Caiman latirostris), полосатая кошачья змея (Leptodeira annulata), некоторые виды сомов (отряд Siluriformes), некоторые виды ибисов (подсемейство Threskiornithinae), и Paraponera clavata (муравьи-пули).
К хищникам за пределами естественного ареала тростниковой жабы относятся свистящий коршун (Haliastur sphenurus), чёрная крыса (Rattus rattus) и водяной варан (Varanus salvato). Сообщалось, что рыжевато — коричневый лягушкорот (Podargus strigoides) и папуасский лягушкорот (Podargus papuensis) питаются тростниковыми жабами; некоторые австралийские вороны (Corvusspp) также научились приёмам, позволяющим им питаться тростниковыми жабами, например, использовать клюв, чтобы переворачивать жаб на спину.
Опоссумы рода Didelphis, вероятно, могут также поедать тростниковых жаб. На мясных муравьёв тоже не действуют токсины тростниковых жаб, поэтому они также способны их убить.

## Значение для человека

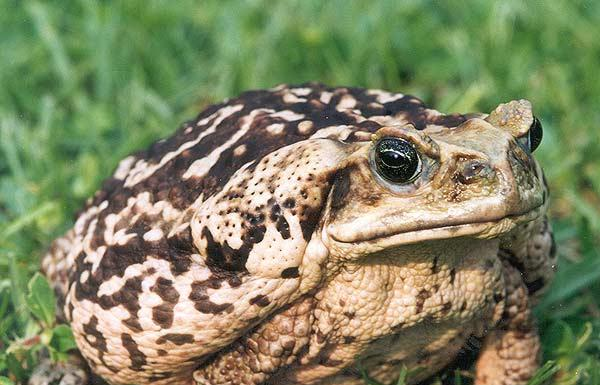

Жаб-ага пробовали разводить для истребления насекомых-вредителей на плантациях сахарного тростника и батата, в результате чего они широко расселились вне пределов своего естественного ареала и сами превратились во вредителей, служа причиной отравлений местных хищников, не имеющих иммунитета к их яду, и конкурируют за еду с местными амфибиями.
Тростниковая жаба была завезена во многие регионы мира, особенно в Тихий океан, для биологической борьбы с сельскохозяйственными вредителями. Эти интродукции, как правило, хорошо задокументированы, и ага может быть одной из наиболее изученных среди всех интродуцированных видов.
До начала 1840-х годов тростниковая жаба была завезена на Мартинику и Барбадос из Французской Гвианы и Гайаны. Жабы были завезены и в Ямайку в 1844 году в попытке сократить популяцию крыс. Несмотря на неспособность уничтожать грызунов, тростниковая жаба была завезена в Пуэрто-Рико в начале XX века в надежде, что она будет противостоять нашествию жуков, опустошающих плантации сахарного тростника. Схема Пуэрто-Рико оказалась успешной и остановила экономический ущерб, причиняемый жуками, что побудило учёных в 1930-х годах продвигать её как идеальное решение для борьбы с сельскохозяйственными вредителями.
В результате многие страны Тихоокеанского региона последовали примеру Пуэрто-Рико и заселили жабу в 1930-х годах. Интродуцированные популяции обитают в Австралии, Флориде, Папуа-Новой Гвинее, на Филиппинах, на острове Огасавара, на острове Исигаки и на островах Дайто в Японии, на большинстве островов Карибского бассейна, на Фиджи и на многих других островах Тихого океана, включая Гавайи. С тех пор тростниковая жаба стала вредителем во многих принимающих странах и представляет серьёзную угрозу для местных животных.

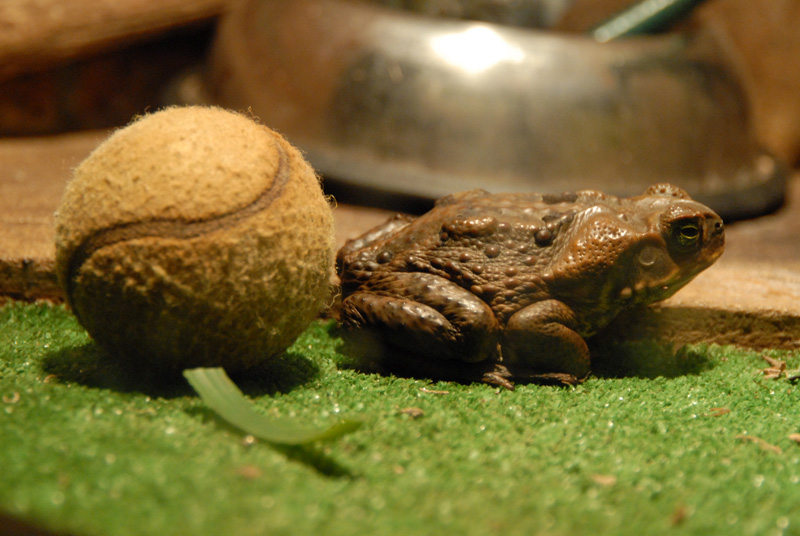
Жаба-ага в неволе

Помимо использования в качестве биологической борьбы с вредителями, тростниковая жаба использовалась в ряде коммерческих и некоммерческих кампаний. Традиционно в пределах естественного ареала жаб в Южной Америке индейцы из группы Эмбера-Воунаан «доили» жаб для получения их токсина, который затем использовался в качестве яда для стрел. Токсины могли использоваться ольмеками в качестве энтеогена. На жабу охотились как на источник пищи в некоторых частях Перу, и её ели после тщательного удаления кожи и околоушных желёз. При правильном приготовлении мясо жабы считается полезным и источником омега-3 жирных кислот. В последнее время токсины жаб использовались в ряде новых способов: буфотенин использовался в Японии в качестве афродизиака и средства для восстановления волос, а также в кардиохирургии в Китае для снижения частоты сердечных сокращений пациентов. Новое исследование показало, что яд тростниковой жабы может применяться при лечении рака предстательной железы.
Другие современные применения тростниковой жабы включают тесты на беременность, в качестве домашних животных, лабораторные исследования и производство кожаных изделий. Тестирование на беременность проводилось в середине XX века путём введения мочи женщины в лимфатические мешочки самца жаб, и если в моче жабы появлялись сперматозоиды, пациентка считалась беременной. Тесты с использованием жаб были быстрее, чем тесты с использованием млекопитающих; жаб было легче выращивать, и, хотя первое открытие 1948 года использовало Bufo arenarum для испытаний, вскоре стало ясно, что подходили многие виды бесхвостых, в том числе тростниковая жаба. В результате жабы выполняли эту задачу около 20 лет. Как лабораторное животное, тростниковая жаба имеет множество преимуществ: их много, они просты и недороги в обслуживании и обращении. Использование тростниковой жабы в экспериментах началось в 1950-х годах, а к концу 1960-х большое количество собиралось и экспортировалось в средние школы и университеты. С тех пор ряд австралийских штатов ввели или ужесточили правила ввоза.
Есть несколько коммерческих применений мёртвых тростниковых жаб. Из кожи тростниковой жабы изготавливают одежду и сумки. В сувенирных магазинах для туристов продаются чучела тростниковых жаб в постановке и с аксессуарами. Были предприняты попытки производить удобрения из трупов жаб.

### Жабы-аги в Австралии
102 жабы были доставлены в июне 1935 года в Австралию с Гавайев для борьбы с вредителями сахарного тростника. В неволе они успели размножиться, и в августе 1935 года более 3000 молодых жаб было выпущено на плантации на севере штата Квинсленд. Против вредителей аги оказались неэффективны (поскольку нашли себе другую добычу), зато быстро начали увеличивать свою численность и распространяться, в 1978 году достигнув границы Нового Южного Уэльса, а в 1984 году — Северной Территории. В настоящее время граница распространения этого вида в Австралии каждый год сдвигается к югу и к западу на 25 км.
Чрезмерно расплодившиеся амфибии всерьёз угрожают биологическому разнообразию Австралии.
В настоящее время аги оказывают негативное воздействие на фауну Австралии, поедая, вытесняя и служа причиной отравлений аборигенных животных. Её жертвами становятся местные виды амфибий и ящериц и мелкие сумчатые, в том числе принадлежащие к редким видам. С распространением аги связывают падение численности пятнистых сумчатых куниц, а также крупных ящериц и змей (смертельные и тигровые змеи, чёрная ехидна). Они также разоряют пасеки, уничтожая медоносных пчёл. В то же время ряд видов успешно охотится на этих жаб, в том числе австралийский ворон и чёрный коршун. Методы борьбы с агами пока не разработаны, хотя есть предложение использовать для этой цели мясных муравьёв (Iridomyrmex purpureus).

### Карибский бассейн
Тростниковая жаба была завезена на различные острова Карибского бассейна для борьбы с рядом вредителей, заражающих местные посевы. В то время как она смогла обосноваться на некоторых островах, таких как Барбадос, Ямайка и Пуэрто-Рико, другие интродукции, такие как на Кубе до 1900 года и в 1946 году, а также на островах Доминика и Большой Кайман не увенчались успехом.

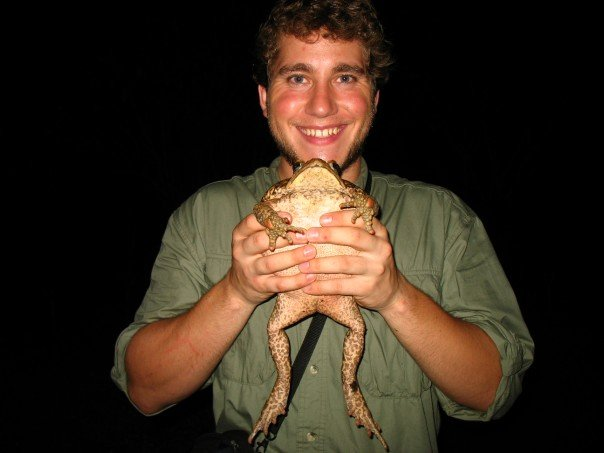
Жаба-ага в руках человека

Самые ранние зарегистрированные интродукции были в Барбадосе и Мартинике. Интродукции Барбадоса были сосредоточены на биологической борьбе с вредителями, повреждающими посевы сахарного тростника, и, хотя жабы стали многочисленными, они сделали ещё меньше для борьбы с вредителями, чем в Австралии. Жаба была завезена на Мартинику из Французской Гвианы до 1944 года и прижилась. Сегодня они сокращают популяции комаров и медведок. Третье заселение региона произошло в 1884 году, когда на Ямайке появились жабы, которые, как сообщается, были завезены с Барбадоса, чтобы контролировать популяцию грызунов.
В 1920 году тростниковая жаба была завезена в Пуэрто-Рико для борьбы с популяциями Phyllophaga spp, вредителей сахарного тростника. До этого вредители собирались вручную людьми, поэтому внедрение жаб устранило трудозатраты. Вторая группа амфибий была завезена в 1923 году, и к 1932 тростниковая жаба прочно обосновалась. Население белых личинок резко сократилось, и это было приписано жабе на ежегодной встрече Международных технологов сахарного тростника в Пуэрто-Рико. Однако, возможно, были и другие факторы. В течение шестилетнего периода после 1931 года, когда тростниковая жаба была наиболее плодовитой, а белая личинка резко сократилась, в Пуэрто-Рико выпало самое большое количество осадков за всю историю. Тем не менее, тростниковая жаба, как предполагалось, контролировала белых личинок; эта точка зрения была подкреплена статьёй в журнале Nature под названием «Жабы спасают сахарный урожай», и это привело к крупномасштабным интродукциям во многих частях Тихого океана.
Тростниковая жаба была замечена в Карриаку и Доминике, последнее заселение прошло успешно, несмотря на неудачу более ранних интродукций. 8 сентября 2013 года. жаба-ага была также обнаружена на острове Нью-Провиденс на Багамах.

### Филиппины
Тростниковая жаба была впервые преднамеренно завезена на Филиппины в 1930 году в качестве средства биологической борьбы с вредителями на плантациях сахарного тростника после успеха экспериментальных интродукций в Пуэрто-Рико. Впоследствии она стала самым вездесущим земноводным на островах. Он до сих пор сохраняет общее название bakî или kamprag на висайских языках, искажённое от «американской лягушки», относящееся к её происхождению. Она также широко известна как «лягушка-бык» на филиппинском английском языке, несмотря на явно ошибочное название.

### Фиджи
Тростниковая жаба была завезена на Фиджи для борьбы с насекомыми, активно уничтожающими плантации сахарного тростника. Введение тростниковой жабы в регион впервые было предложено в 1933 году после успехов в Пуэрто-Рико и на Гавайях. После рассмотрения возможных побочных эффектов национальное правительство Фиджи решило выпустить жабу в 1953 году, и впоследствии с Гавайев было импортировано 67 экземпляров. После того, как жабы были заселены, исследование 1963 года пришло к выводу, что, поскольку питание жаб включало как вредных, так и полезных беспозвоночных, она считалась «экономически нейтральной». Сегодня тростниковую жабу можно найти на всех крупных островах Фиджи, хотя они, как правило, меньше, чем их собратья в других регионах.

### Новая Гвинея

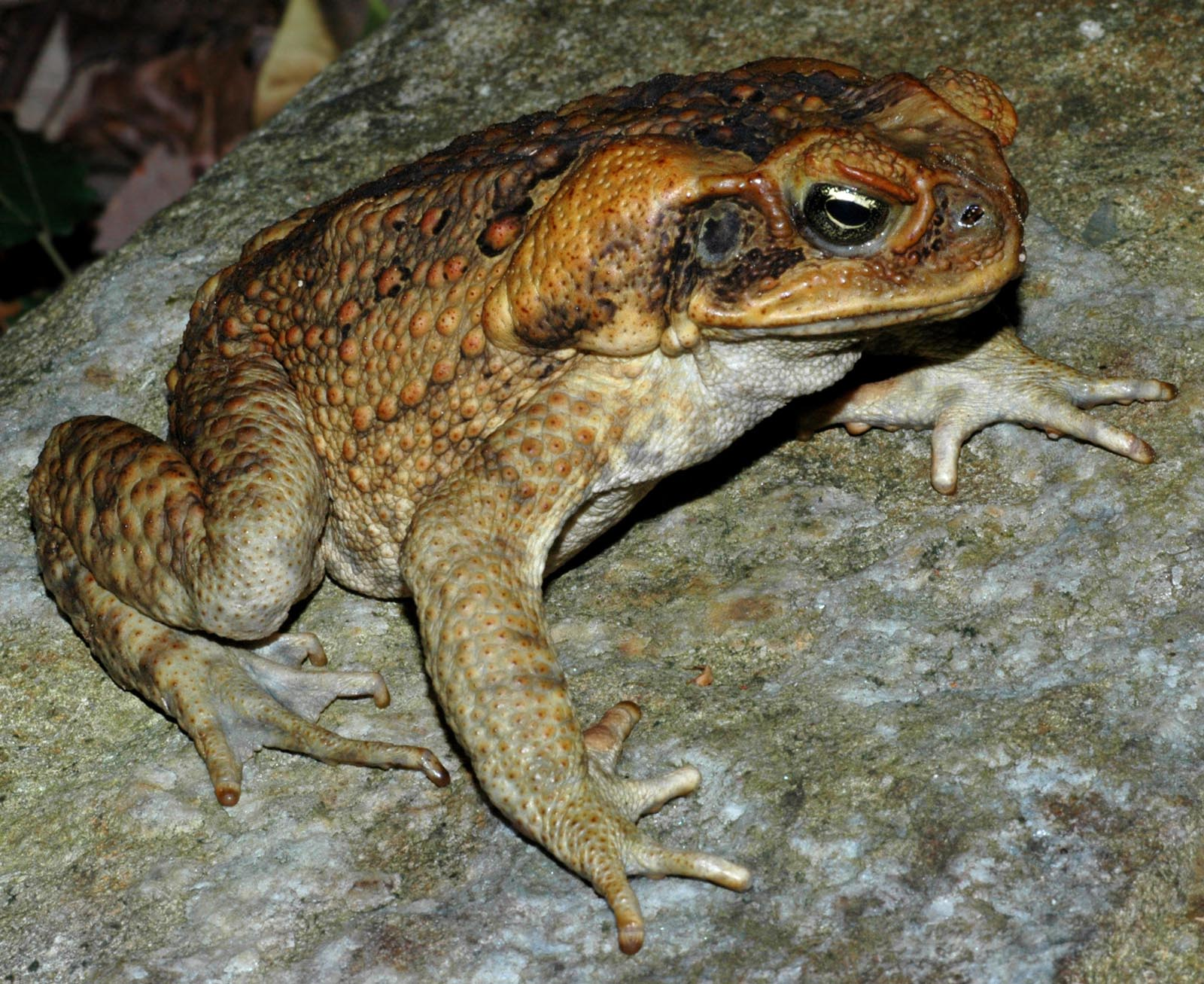
Взрослая особь

Тростниковая жаба была завезена в Новую Гвинею для борьбы с личинками бражника, поедающими посевы сладкого картофеля. Первое заселение произошло в 1937 году с использованием жаб, привезённых с Гавайских островов, а второе в том же году с использованием образцов с материковой части Австралии. Имеющиеся данные свидетельствуют о третьем выпуске в 1938 году, когда жабы использовались для тестов на беременность человека — было обнаружено, что многие виды жаб эффективны для этой задачи, и их использовали в течение примерно 20 лет после того, как в 1948 году было объявлено об открытии. Утверждалось, что жабы были эффективны в снижении количества совок (насекомых), и считалось, что урожайность сладкого картофеля улучшается. Ага с тех пор стала многочисленной в сельских и городских районах.

### Соединённые Штаты Америки
Тростниковая жаба в природе обитает в Южном Техасе, но были предприняты попытки (как преднамеренные, так и случайные) завезти этот вид в другие части страны. К ним относятся интродукции во Флориду и на Гавайские острова, а также в значительной степени неудачные интродукции в Луизиану.
Первоначальные заселения во Флориду потерпели неудачу. Попытки интродукции до 1936 и 1944 годов, предназначенные для борьбы с вредителями сахарного тростника, не увенчались успехом, поскольку жабы не размножались. Более поздние попытки так же не увенчались успехом. Тем не менее, жаба закрепилась в штате после случайного выпуска импортёром в международном аэропорту Майами в 1957 году, а преднамеренный выпуск торговцами животными в 1963 и 1964 годах привёл к распространению жабы в других частях Флориды. Сегодня жаба прочно обосновалась в штате, от Ключей к северу от Тампы, и постепенно расширяются дальше на север. Во Флориде жаба считается угрозой для местных видов и домашних животных; настолько, что Флоридская комиссия по охране рыб и дикой природы рекомендует жителям убивать их.
Около 150 тростниковых жаб были завезены на Оаху на Гавайях в 1932 году, и через 17 месяцев популяция увеличилась до 105 517 особей. Жабы были отправлены на другие острова, и к июлю 1934 г. было распределено более 100 000 жаб; в итоге было перевезено более 600 000 экземпляров.

## Жаба-ага как инвазионный вид

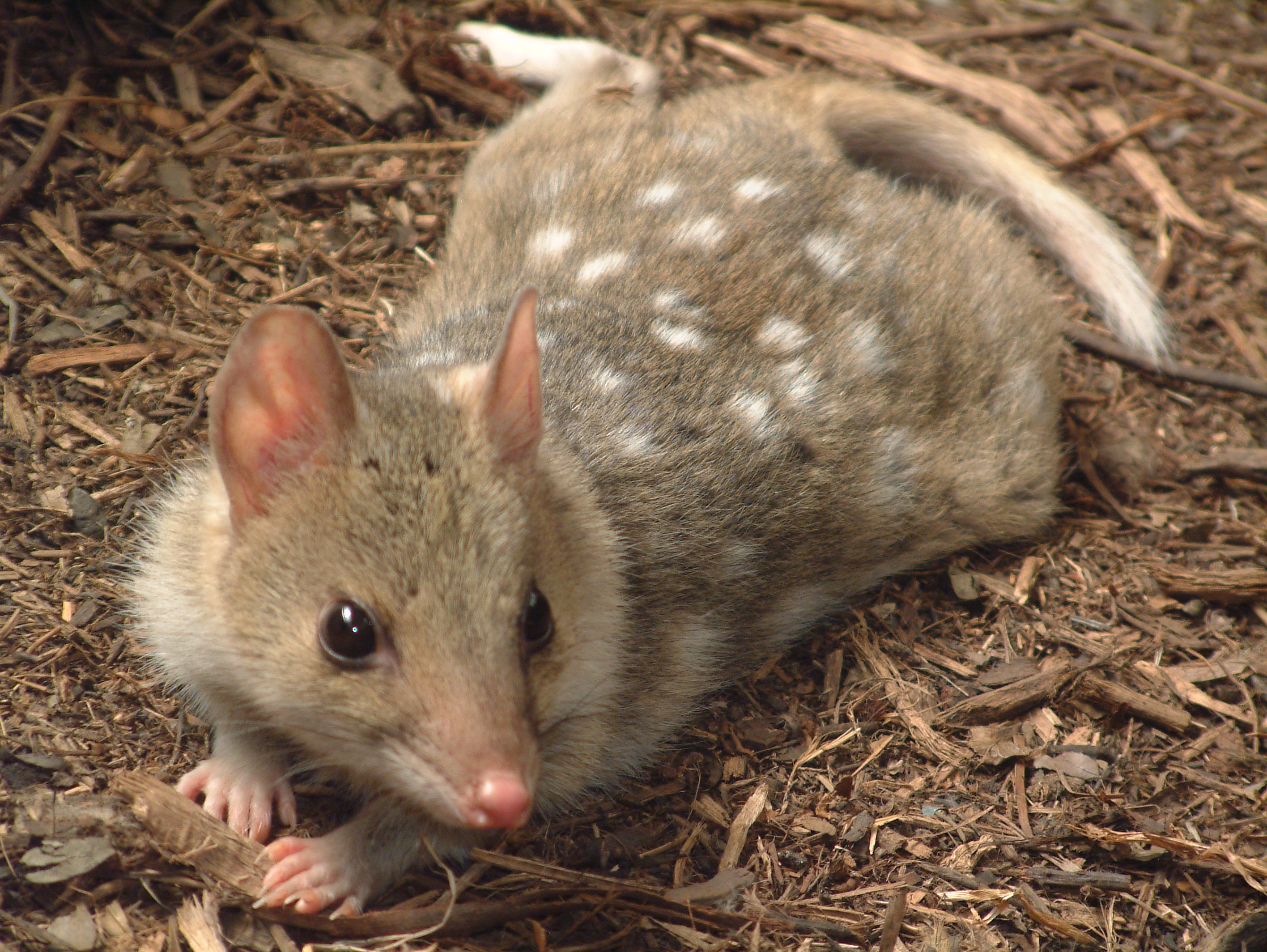
Крапчатая сумчатая куница вымирает из-за жаб

Тростниковые жабы представляют серьёзную угрозу для местных видов при попадании в новую экосистему. Классифицируется как инвазивный вид в более чем 20 странах, существует множество сообщений о том, что тростниковая жаба перемещается в новый район, за которым следует сокращение биоразнообразия в этом регионе. Наиболее задокументированным регионом вторжения тростниковой жабы и последующего воздействия на местные виды является Австралия, где были проведены многочисленные исследования и наблюдения за завоеванием жаб. Лучший способ проиллюстрировать этот эффект на примере северной крапчатой куницы (или северного куолля), а также водяного варана Мертенса, крупной ящерицы, обитающей в Южной и Юго-Восточной Азии.
Для изучения воздействия тростниковых жаб на северного куолла были выбраны два участка, один из которых находился на станции рейнджеров реки Мэри, расположенной в южной части национального парка Какаду. Другой участок находился в северной части парка. В дополнение к этим двум участкам, третий участок был расположен на станции рейнджеров Восточных аллигаторов, и этот участок использовался в качестве контрольного участка, где тростниковые жабы не взаимодействовали с популяцией северных куоллов. Мониторинг популяции кволлов начался на станции рейнджеров Мэри-Ривер с использованием радиослежения в 2002 году, за несколько месяцев до того, как на это место прибыли первые тростниковые жабы. После прибытия тростниковых жаб популяция северных куоллов в районе реки Мэри резко сократилась в период с октября по декабрь 2002 г., а к марту 2003 г. северные куоллы в этой части парка оказались вымершими, так как в следующие два месяца в ловушках не было поймано ни одной особи. Напротив, популяция северных куоллов на контрольном участке на станции рейнджеров Восточных аллигаторов оставалась относительно постоянной, не проявляя никаких признаков снижения. Свидетельства из национального парка Какаду убедительны не только из-за того, что популяция северных куниц резко сократилась всего через несколько месяцев после прибытия тростниковой жабы, но и потому, что в районе реки Мэри 31 % смертей среди популяции кволлов были приписаны летальному отравлению, так как не было обнаружено никаких признаков болезни, заражения паразитами или каких-либо других очевидных изменений на участке, которые могли бы вызвать такое быстрое снижение. Наиболее очевидным доказательством, подтверждающим гипотезу о том, что нашествие тростниковых жаб вызвало локальное вымирание северного куолла, является то, что внимательно наблюдаемая популяция контрольной группы в отсутствие тростниковых жаб не показывала признаков сокращения.

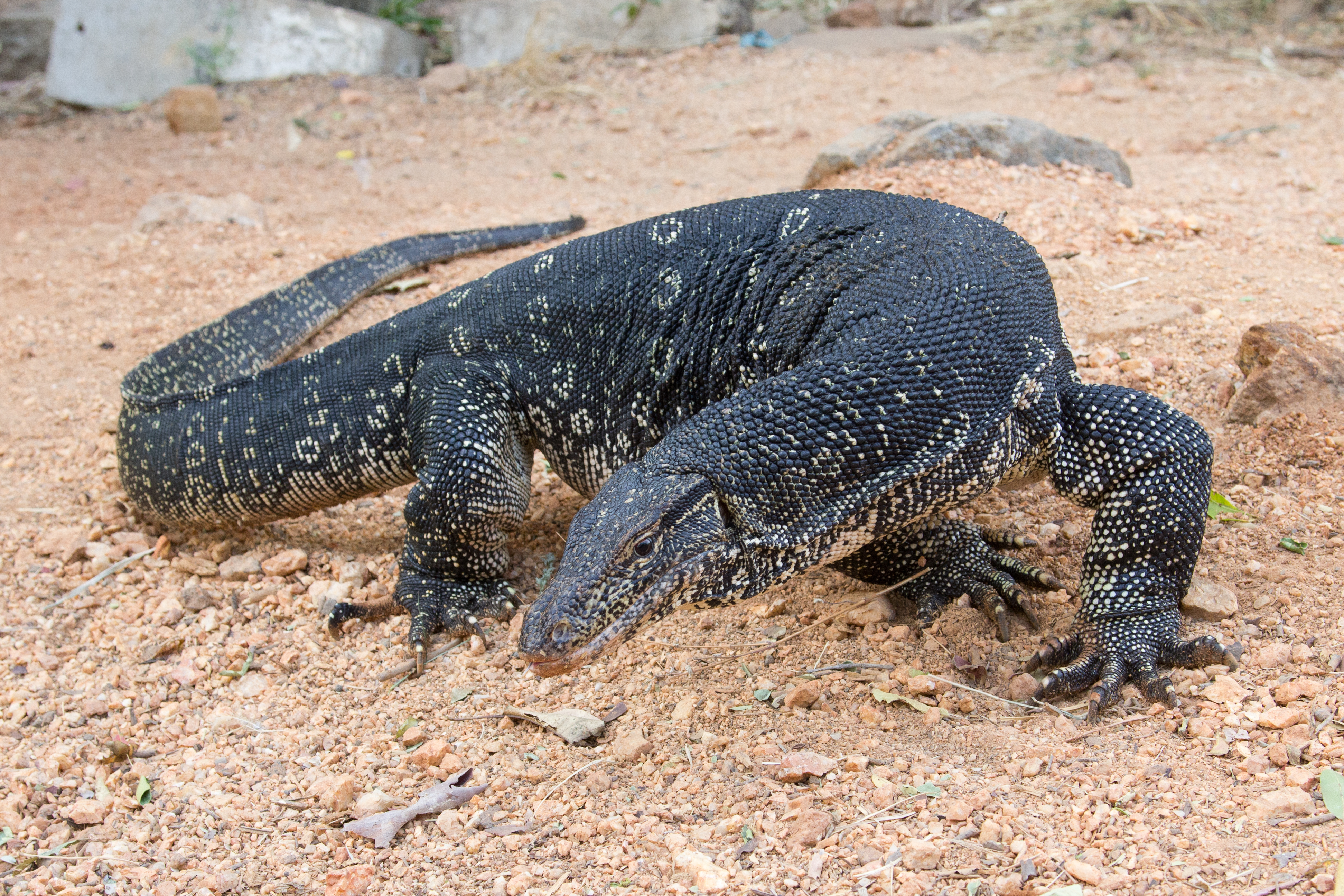
Водяной варан иногда поедает аг, не зная об их яде

В случае водного варана наблюдался только один регион, но в течение 18 месяцев. Он был расположен в 70 км к югу от Дарвина, в зоне отдыха Мэнтон-Дам. В зоне отдыха на плотине Мэнтон было создано 14 «площадок» для обследования популяции варанов, измерения численности и занятости площадок на каждой из них. Было проведено семь обследований, каждое из которых длилось 4 недели и включало 16 посещений объектов, при этом образцы на каждом участке отбирались дважды в день в течение 2 дней подряд в течение 4 недель. Каждое посещение происходило с 7:30 до 10:30 и с 16:00 до 19:00, когда вараны активны. Весь проект длился с декабря 2004 г. по май 2006 г., и в ходе 1568 посещений было зафиксировано 194 особи водяного варана. Из семи съёмок численность была самой высокой во время второй съёмки, которая проводилась в феврале 2005 г., через 2 месяца после начала проекта. После этого измерения численность снизилась в следующих четырёх съёмках, а затем резко снизилась после предпоследней съёмки в феврале 2006 г. В последней съёмке, проведённой в мае 2006 г., наблюдалось только две ящерицы. Тростниковые жабы были впервые зарегистрированы в районе исследования во время второго исследования в феврале 2005 г., также когда численность водяного варана была самой высокой. Численность популяции тростниковых жаб оставалась низкой в течение следующего года после интродукции, а затем резко возросла до своего пика во время последнего исследования в мае 2006 г. При сравнении две популяции рядом ясно показывают, что появление тростниковых жаб имело негативное влияние на варанов, поскольку их популяция начала сокращаться в феврале 2005 года, когда первые тростниковые жабы проникли в зону отдыха Мэнтон-Дам. В конце исследования некоторые разрозненные популяции водных варанов остались на верхних участках плотины Мэнтон, что позволяет предположить, что локальное вымирание произошло на определённых участках береговой линии в пределах этой местности.